# Wesełe (hromada Oczeretyne)
Wesełe (ukr. Веселе) – wieś na Ukrainie, w obwodzie donieckim, w rejonie pokrowskim, w hromadzie Oczeretyne. W 2001 liczyła 147 mieszkańców, spośród których 80 wskazało jako ojczysty język ukraiński, 52 rosyjski, 1 inny, a 14 osób się nie zadeklarowało.